# Саксонија-Анхалт
Саксонија-Анхалт (Sachsen-Anhalt) је држава Немачке. Главни град је Магдебург, а суседне државе су Доња Саксонија, Бранденбург, Саксонија и Тирингија.

## Географија
Највиша планина је Харц, на којој је највиши врх државе и целе северне Немачке — Брокен са 1141 метара надморске висине. Најзначајније реке које протичу кроз Саксонију-Анхалт су Елба (1.165 km), Зале (413 km), и Хафел (325 km).

## Становништво
Становништво покрајине чини мешавина Саксонаца, Тиринжана и Западних Словена. Овде су се досељавали и Немци из свих крајева Немачке. Велик део становништва је страног порекла, нарочито из Русије, Казахстана и Украјине.
Од 2.890.474 становника 1990, број становника је у паду (услед неповољне економске ситуације) и 2004. је износио 2.494.437.
Највећи градови државе су:
Десау (DE)
Хале (HAL)
Магдебург (MD)
Саксонија-Анхалт је држава са веома малим бројем становника које се изражавају као верници, вероватно због утицаја политике бившег НДР-а. 15,7% становништва су протестанти, а 4,1% римокатолици.

### Највећи градови
| Хале Магдебург | 1.  | Хале                | 230.429 | Десау-Рослау Лутерштат Витенберг |
| Хале Магдебург | 2.  | Магдебург           | 229.758 | Десау-Рослау Лутерштат Витенберг |
| Хале Магдебург | 3.  | Десау-Рослау        | 84.155  | Десау-Рослау Лутерштат Витенберг |
| Хале Магдебург | 4.  | Лутерштат Витенберг | 46.819  | Десау-Рослау Лутерштат Витенберг |
| Хале Магдебург | 5.  | Битерфелд-Волфен    | 41.442  | Десау-Рослау Лутерштат Витенберг |
| Хале Магдебург | 6.  | Халберштат          | 40.368  | Десау-Рослау Лутерштат Витенберг |
| Хале Магдебург | 7.  | Штендал             | 40.104  | Десау-Рослау Лутерштат Витенберг |
| Хале Магдебург | 8.  | Вајсенфелс          | 39.783  | Десау-Рослау Лутерштат Витенберг |
| Хале Магдебург | 9.  | Бернбург            | 34.121  | Десау-Рослау Лутерштат Витенберг |
| Хале Магдебург | 10. | Мерзебург           | 33.303  | Десау-Рослау Лутерштат Витенберг |

## Историја
- За историју пре 1944, види: Историја Саксоније, Историја Анхалта

После Другог светског рата 1945. спојене су некадашња држава Анхалт (околина Десауа), делови Бранденбурга, и Тирингије у Совјетској окупационој зони у Немачкој у нову провинцију Саксонија. Исте године, име јој је промењено у Саксонија-Анхалт. Главни град је био Хале, јер Магдебург није могао да преузме ову функцију услед тешких ратних разарања.
Године 1952. извршена је административна реформа у НДР-у којим је ова покрајина de facto распуштена. Подељена је приближно у два округа: Хале и Магдебург.
По уједињењу Немачке, 1990, поново је основана држава Саксонија-Анхалт, у приближно некадашњим границама, са центром у Магдебургу.

## Привреда
Регија уз реку Зале, близу саксонског града Лајпцига, је индустријски центар државе. Традиционално је развијена хемијска и петрохемијска индустрија. У фабрику Леуна до сада је уложено највише капитала од свих предузећа у бившој Источној Немачкој.
Саксонија-Анхалт је чувена по изузетно квалитетном пољопривредном земљишту. Прехрамбена индустрија има велику важност.
Саксонија-Анхалт је имала велике проблеме са реструктурирањем из социјалистичког система, што је било праћено затварањем предузећа и великом незапосленошћу. У последње три године, привреда је у полаганом развоју, што је довело и до смањења незапослености.
За привреду је важан речни саобраћај реком Елба и каналима.